# Кочеткова, Алла Алексеевна
А́лла Алексе́евна Кочетко́ва (род. 7 июля 1953) — советский и российский учёный, заведующая лабораторией пищевых биотехнологий и специализированных продуктов Федерального исследовательского центра питания, биотехнологии и безопасности пищи. Доктор технических наук (1995), профессор (1996), член-корреспондент РАН (2022), академик РАН (2025).
Специалист в области технологии и оценки эффективности функциональных и специализированных пищевых продуктов. Автор более 350 научных публикаций, в том числе 17 монографий, 46 авторских свидетельств и патентов, 12 учебников и учебно-методических пособий.